# Enderleinellus sciurotamiasis
Enderleinellus sciurotamiasis är en insektsart som beskrevs av Ferris 1920. Enderleinellus sciurotamiasis ingår i släktet Enderleinellus och familjen ekorrlöss. Inga underarter finns listade i Catalogue of Life.